# Дмитрієвка (Октябрський район)
Дмитрієвка (рос. Дмитриевка) — присілок в Октябрському районі Курської області Російської Федерації.
Населення становить 12 осіб. Входить до складу муніципального утворення Старковська сільрада.

## Історія
Населений пункт розташований на території українського етнічного та культурного краю Східна Слобожанщина.
Від 2004 року входить до складу муніципального утворення Старковська сільрада.

## Населення
| 2002 | 2010 |
| ---- | ---- |
| 15   | ↘12  |